# JavaScript
JavaScript, theo phiên bản hiện hành, là một ngôn ngữ lập trình được phát triển từ các ý niệm nguyên mẫu. Ngôn ngữ này được dùng rộng rãi cho các trang web (phía người dùng) cũng như phía máy chủ (với Nodejs). Nó vốn được phát triển bởi Brendan Eich tại Hãng truyền thông Netscape với cái tên đầu tiên Mocha, rồi sau đó đổi tên thành LiveScript, và cuối cùng thành JavaScript. Giống Java, JavaScript có cú pháp tương tự C, nhưng nó gần với Self hơn Java. .js là phần mở rộng thường được dùng cho tập tin mã nguồn JavaScript.
Phiên bản mới nhất của JavaScript là ECMAScript 12. ECMAScript là phiên bản chuẩn hóa của JavaScript. Trình duyệt Mozilla phiên bản 1.8 beta 1 có hỗ trợ không đầy đủ cho E4X - phần mở rộng cho JavaScript hỗ trợ làm việc với XML, được chuẩn hóa trong ECMA-357.

## Java, JavaScript và JScript
Cùng thời điểm Netscape bắt đầu sử dụng Java trên trình duyệt Netscape, LiveScript đã được đổi tên thành JavaScript để được chú ý hơn bởi ngôn ngữ lập trình Java lúc đó đang được coi là một hiện tượng. JavaScript được bổ sung vào trình duyệt Netscape bắt đầu từ phiên bản 2.0b3 của trình duyệt này vào tháng 12 năm 1995. Trên thực tế, JavaScript không được phát triển dựa từ Java. Do đó JavaScript chỉ dựa trên các cách đặt tên của Java. Java Script gồm 2 mảng là client-server thực hiện lệnh trên máy của end-user và web-server.
Sau thành công của JavaScript, Microsoft bắt đầu phát triển JScript, một ngôn ngữ có cùng ứng dụng và tương thích với JavaScript. JScript được bổ sung vào trình duyệt Internet Explorer bắt đầu từ Internet Explorer phiên bản 3.0 được phát hành tháng 8 năm 1996.
DOM (Document Object Model), một khái niệm thường được nhắc đến với JavaScript trên thực tế không phải là một phần của chuẩn ECMAScript, DOM là một chuẩn riêng biệt có liên quan chặt chẽ với XML.

## Ứng dụng
JavaScript là một ngôn ngữ lập trình dựa trên nguyên mẫu với cú pháp phát triển từ C. Giống như C, JavaScript có khái niệm từ khóa, do đó, JavaScript gần như không thể được mở rộng.
Cũng giống như C, JavaScript không có bộ xử lý xuất/nhập (input/output) riêng. Trong khi C sử dụng thư viện xuất/nhập chuẩn, JavaScript dựa vào phần mềm ngôn ngữ được gắn vào để thực hiện xuất/nhập.
Trên trình duyệt, rất nhiều trang web sử dụng JavaScript để thiết kế trang web động và một số hiệu ứng hình ảnh thông qua DOM. JavaScript được dùng để thực hiện một số tác vụ không thể thực hiện được với chỉ HTML như kiểm tra thông tin nhập vào, tự động thay đổi hình ảnh,... Ở Việt Nam, JavaScript còn được ứng dụng để làm bộ gõ tiếng Việt giống như bộ gõ hiện đang sử dụng trên trang Wikipedia tiếng Việt. Tuy nhiên, mỗi trình duyệt áp dụng JavaScript khác nhau và không tuân theo chuẩn W3C DOM, do đó trong rất nhiều trường hợp lập trình viên phải viết nhiều phiên bản của cùng một đoạn mã nguồn để có thể hoạt động trên nhiều trình duyệt. Một số công nghệ nổi bật dùng JavaScript để tương tác với DOM bao gồm DHTML, Ajax và SPA.
Bên ngoài trình duyệt, JavaScript có thể được sử dụng trong tập tin PDF của Adobe Acrobat và Adobe Reader. Điều khiển Dashboard trên hệ điều hành Mac OS X phiên bản 10.4 cũng có sử dụng JavaScript. Công nghệ kịch bản linh động (active scripting) của Microsoft có hỗ trợ ngôn ngữ JScript làm một ngôn ngữ kịch bản dùng cho hệ điều hành. JScript.NET là một ngôn ngữ tương thích với CLI gần giống JScript nhưng có thêm nhiều tính năng lập trình hướng đối tượng.
Từ khi Nodejs ra đời vào năm 2009, Javascript được biết đến nhiều hơn là một ngôn ngữ đa nền tảng khi có thể chạy trên cả môi trường máy chủ cũng như môi trường nhúng.
Mỗi ứng dụng này đều cung cấp mô hình đối tượng riêng cho phép tương tác với môi trường chủ, với phần lõi là ngôn ngữ lập trình JavaScript gần như giống nhau.

## Các thành phần cú pháp chính

### Khoảng trắng
Dấu cách, tab và ký tự dòng mới sử dụng bên ngoài một chuỗi ký tự được gọi là khoảng trắng. Khác với C, khoảng trắng trong JavaScript có thể ảnh hưởng trực tiếp tới ý nghĩa của câu lệnh. Sử dụng phương pháp "tự động thêm dấu chấm phẩy", bất cứ một dòng JavaScript nào thích hợp sẽ được coi là một câu lệnh hợp lệ (giống như có dấu chấm phẩy trước ký tự dòng mới).
Tuy trong phần lớn trường hợp, dấu chấm phẩy trước khi kết thúc một dòng JavaScript là không cần thiết để đoạn mã nguồn hoạt động chính xác, lập trình viên nên sử dụng dấu chấm phẩy sau mỗi câu lệnh để đoạn mã nguồn dễ nhìn hơn. Ngoài ra, do đặc thù của JavaScript - chuyên dùng trên trang web, kích cỡ của đoạn mã nguồn là quan trọng, có một số phần mềm có thể làm giảm kích cỡ của đoạn mã nguồn JavaScript bằng cách bỏ đi những khoảng trắng không cần thiết, để những phần mềm này hoạt động chính xác, lập trình viên cần thêm dấu chấm phẩy vào cuối mỗi câu lệnh.

### Biến
Trước khi sử dụng biến trong JavaScript, lập trình viên không nhất thiết phải khai báo biến. Có 3 cách để định nghĩa biến trong JavaScript:
```
// ECMAScript 5 trở về trước

var
 
tên_biến

// Từ ECMAScript 6

let
 
ten_bien

const
 
ten_hang

// giá trị của biến khi được khai báo bằng const không thay đổi được giá trị

```

Ngoài ra, lập trình viên có thể chỉ việc gán cho biến một giá trị để sử dụng biến đó. Biến được định nghĩa ngoài tất cả các hàm hoặc được sử dụng mà không khai báo với cú pháp var sẽ được coi là biến toàn cục, những biến này có thể sử dụng trên toàn trang web. Biến được khai báo với var bên trong một hàm là biến cục bộ của hàm đó và chỉ có thể sử dụng được bên trong hàm đó.
Từ ECMAScript 6 trở đi, có thể khai báo với let và const để chỉ biến có thể thay đổi hoặc không thay đổi được.

### Toán tử
Một toán tử xác định phép toán sẽ được thực hiện trên các giá trị của các biến, và các biểu thức. Javascript cung cấp nhiều loại toán tử khác nhau để thực hiện việc tính toán, và đánh giá từ đơn giản đến phức tạp.
Các toán tử của Javascript được phân thành sáu thể loại dựa trên loại hành động của chúng thực hiện với các toán hạng. Bao gồm toán tử số học, toán tử quan hệ, toán tử luận lý, toán tử thao tác bit, toán tử gán, toán tử đặc biệt.

#### Toán tử số học
Các toán tử số học là các toán tử nhị phân, khi chúng thực hiện các phép tính cơ bản trên hai toán hạng. Toán tử xuất hiện ở giữa hai toán hạng, cho phép bạn thực hiện các phép tính với giá trị số và chuỗi. Các toán tử bao gồm: + (cộng), - (trừ), * (nhân), / (chia), % (chia lấy dư).

Ví dụ:
```
var
 
result
;

result
 
=
 
2
 
+
 
4
;
 
// result = 6

result
 
=
 
2
 
-
 
4
;
 
// result = -2

result
 
=
 
2
 
*
 
4
;
 
// result = 8

result
 
=
 
2
 
/
 
4
;
 
// result = 0.5

result
 
=
 
2
 
%
 
4
;
 
// result = 2

```

#### Toán tử tăng, và giảm
Các toán tử tăng và giảm là các toán tử đơn hạng, vì chúng chỉ thực hiện được trên một toán hạng duy nhất. Toán tử tăng làm tăng giá trị lên 1, trong khi toán tử giảm làm giảm giá trị xuống 1, các toán tử có thể được đặt trước, hoặc sau toán hạng. Các toán tử bao gồm: ++ (tăng), -- (giảm).

Ví dụ:
```
var
 
x
 
=
 
2
;

var
 
y
;

y
 
=
 
x
++
;
 
// x = 3, y = 2

y
 
=
 
++
x
;
 
// x = 3, y = 3

y
 
=
 
x
--
;
 
// x = 1, y = 2

y
 
=
 
--
x
;
 
// x = 1, y = 1

```

#### Toán tử quan hệ
Toán tử quan hệ là các toán tử dùng để so sánh giữa hai toán hạng. Sau khi thực hiện một so sánh, chúng trả lại một giá trị true (đúng) hay false (sai). Các toán tử bao gồm: == (bằng nhau), != (khác nhau), === (bằng nhau và cùng loại), !== (khác nhau và khác loại), > (lớn hơn), < (nhỏ hơn), >= (lớn hơn hoặc bằng), <= (nhỏ hơn hoặc bằng).

Ví dụ:
```
var
 
result
;

result
 
=
 
3
 
==
 
"3"
;
 
// result = true

result
 
=
 
3
 
!=
 
3
;
 
// result = false

result
 
=
 
3
 
===
 
"3"
;
 
// result = false

result
 
=
 
3
 
!==
 
"3"
;
 
// result = true

result
 
=
 
3
 
>
 
4
;
 
// result = false

result
 
=
 
3
 
<
 
4
;
 
// result = true

result
 
=
 
3
 
>=
 
3
;
 
// result = true

result
 
=
 
3
 
<=
 
4
;
 
// result = true

```

#### Toán tử luận lý
Các toán tử luận lý là các toán tử nhị phân thực hiện các phép toán logic trên hai toán hạng. Chúng thuộc loại toán tử quan hệ, vì chúng trả về một giá trị boolean. Các toán tử bao gồm: && (và), || (hoặc), ! (phủ định).

Ví dụ:
```
var
 
x
 
=
 
2
,
 
y
 
=
 
5
;

var
 
result
;

result
 
=
 
(
x
 
==
 
3
)
 
&&
 
(
y
 
==
 
5
);
 
// result = false

result
 
=
 
(
x
 
==
 
3
)
 
||
 
(
y
 
==
 
5
);
 
// result = true

result
 
=
 
!
(
x
 
==
 
3
);
 
// result = true

```

#### Toán tử đặc biệt
Toán tử điều kiện còn được biết đến với tên gọi toán tử 3 ngôi. Cú pháp của toán tử này như sau:
```
điều_kiện
 
?
 
biểu_thức_đúng
 
:
 
biểu_thức_sai
;

```

Toán tử này sẽ trả lại giá trị là kết quả của biểu_thức_đúng nếu điều_kiện có giá trị boolean bằng true, ngược lại nó sẽ trả lại giá trị bằng biểu_thức_sai.

### Câu lệnh điều khiển

#### Câu lệnhif... else
Cú pháp if... else dùng trong trường hợp muốn rẽ nhánh theo điều kiện. Cú pháp này tương đương với nếu x thì làm y, còn nếu không thì làm z. Các câu lệnh if... else có thể lồng trong nhau.
Cú pháp:
```
if
 
(
biểu_thức_1
)
 
{

    
khối
 
lệnh
 
được
 
thực
 
hiện
 
nếu
 
biểu
 
thức
 
1
 
đúng
;

}

else
 
if
 
(
biểu_thức_2
)
 
{

    
khối
 
lệnh
 
được
 
thực
 
hiện
 
nếu
 
biểu
 
thức
 
1
 
sai
 
và
 
biểu
 
thức
 
2
 
đúng
;

}

else
 
{

    
khối
 
lệnh
 
được
 
thực
 
hiện
 
nếu
 
cả
 
hai
 
biểu
 
thức
 
trên
 
đều
 
sai
;

}

```

Ví dụ:
```
var
 
x
 
=
 
prompt
(
"Nhập vào giá trị của x:"
);

x
 
=
 
parseFloat
(
x
);

if
 
(
!
isNaN
(
x
))
 
{

    
if
 
(
x
 
>
 
0
)
 
{

        
alert
(
"x > 0"
);

    
}

    
else
 
if
 
(
x
 
==
 
0
)
 
{

        
alert
(
"x = 0"
);

    
}

    
else
 
{

        
alert
(
"x < 0"
);

    
}

}

else
 
{

    
alert
(
"giá trị bạn nhập không phải là một số"
);

}

```

Đoạn mã nguồn trên mở một hộp thoại yêu cầu nhập vào một giá trị số, sau đó hiển thị thông báo số đó lớn hơn 0, bằng 0 hay nhỏ hơn 0.

#### Câu lệnhswitch... case
Cú pháp switch cũng là cú pháp điều kiện như if... else hay toán tử tam phân. Tuy nhiên, cú pháp switch thường được dùng khi chỉ cần so sánh bằng với số lượng kết quả cần kiểm tra lớn. Cách sử dụng cú pháp switch:
```
switch
 
(
biểu_thức_điều_kiện
)
 
{

    
case
 
kết_quả_1
:

        
khối
 
lệnh
 
cần
 
thực
 
hiện
 
nếu
 
biểu_thức_điều_kiện
 
bằng
 
kết_quả_1
;

        
break
;

    
case
 
kết_quả_2
:

        
khối
 
lệnh
 
cần
 
thực
 
hiện
 
nếu
 
biểu_thức_điều_kiện
 
bằng
 
kết_quả_2
;

        
break
;

    
default
:

        
khối
 
lệnh
 
cần
 
thực
 
hiện
 
nếu
 
biểu_thức_điều_kiện
 
cho
 
ra
 
một
 
kết
 
quả
 
khác
;

        
break
;

}

```

Sau mỗi khối lệnh trong một mục kiểm tra kết quả (trừ mục default), lập trình viên cần phải thêm vào break.

### Vòng lặp

#### Vòng lặpwhile
Vòng lặp while có mục đích lặp đi lặp lại một khối lệnh nhất định cho đến khi biểu thức điều kiện trả về false. Khi dùng vòng lặp while phải chú ý tạo lối thoát cho vòng lặp (làm cho biểu thức điều kiện có giá trị false), nếu không đoạn mã nguồn sẽ rơi vào vòng lặp vô hạn, là một lỗi lập trình. Vòng lặp while thường được dùng khi lập trình viên không biết chính xác cần lặp bao nhiêu lần. Cú pháp của vòng lặp while như sau:
```
while
 
(
biểu_thức_điều_kiện
)
 
{

    
khối
 
lệnh
 
cần
 
thực
 
hiện
 
nếu
 
biểu_thức_điều_kiện
 
trả
 
về
 
true
;

}

```

#### Vòng lặpdo... while
Về cơ bản, vòng lặp do... while gần như giống hệt như vòng lặp while. Tuy nhiên, trong trường hợp biểu thức điều kiện trả về false ngay từ đầu, khối lệnh trong vòng lặp while sẽ không bao giờ được thực hiện, trong khi đó, vòng lặp do... while luôn đảm bảo khối lệnh trong vòng lặp được thực hiện ít nhất một lần. Ví dụ:
```
do
 
{

    
alert
(
"do... while"
);
 
// Bạn sẽ nhận được thông báo "do... while" một lần duy nhất

}
 
while
 
(
0
 
>
 
1
);

```

Cú pháp của vòng lặp do... while như sau:
```
do
 
{

        
khối
 
lệnh
;

}

while
 
(
biểu_thức_điều_kiện
);

```

#### Vòng lặpfor
Vòng lặp for thường được sử dụng khi cần lặp một khối lệnh mà lập trình viên biết trước sẽ cần lặp bao nhiêu lần. Cú pháp của vòng lặp for như sau:
```
for
 
(
biểu_thức_khởi_tạo
;
 
biểu_thức_điều_kiện
;
 
biểu_thức_thay_đổi_giá_trị
)
 
{

    
Khối
 
lệnh
 
cần
 
lặp
;

}

```

Khi bắt đầu vòng lặp for, lập trình viên cần khởi tạo một biến nhất định bằng biểu_thức_khởi_tạo để dùng trong biểu_thức_điều_kiện, nếu biểu_thức_điều_kiện trả về true, khối lệnh cần lặp sẽ được thực hiện, sau khi thực hiện xong khối lệnh cần lặp, biểu_thức_thay_đổi_giá_trị sẽ được thực hiện, tiếp theo, biểu_thức_điều_kiện sẽ lại được kiểm tra, cứ như vậy cho đến khi biểu_thức_điều_kiện trả về false, khi đó vòng lặp sẽ kết thúc.

#### Vòng lặpfor... in
Vòng lặp for... in dùng để lặp qua tất cả các thuộc tính của một đối tượng (hay lặp qua tất cả các phần tử của một mảng). Cú pháp của vòng lặp này như sau:
```
for
 
(
biến
 
in
 
đối_tượng
)
 
{

    
khối
 
lệnh
 
cần
 
thực
 
hiện
,
 
có
 
thể
 
sử
 
dụng
 
đối_tượng
[
biến
]
 
để
 
truy
 
cập
 
từng
 
thuộc
 
tính
 
(
phần
 
tử
)
 
của
 
đối
 
tượng
;

}

```

### Hàm
Hàm là một khối các câu lệnh với một danh sách một hoặc nhiều đối số (có thể không có đối số) và thường có tên (mặc dù trong JavaScript hàm không nhất thiết phải có tên). Hàm có thể trả lại một giá trị. Cú pháp của hàm như sau:
```
//ECMAScript 5 trở về trước

function
 
tên_hàm
(
đối_số_1
,
 
đối_số_2
)
 
{

    
//câu lệnh

}

//ECMAScript 6 trở đi

const
 
tên_hàm
 
=
 
(
đối_số_1
,
 
đối_số_2
)=>{
 
// là arrow function

    
//câu lệnh

}

//Thực thi

tên_hàm
(
1
,
 
2
);
 
// Gọi hàm tên_hàm với hai đối số 1 và 2 ứng với đối_số_1 và đối_số_2

tên_hàm
(
1
);
 
// Gọi hàm tên_hàm với đối_số_1 có giá trị 1, đối_số_2 có giá trị undefined

```

Trong JavaScript, khi gọi hàm không nhất thiết phải gọi hàm với cùng số đối số như khi định nghĩa hàm, nếu số đối số ít hơn khi định nghĩa hàm, những đối số không được chuyển cho hàm sẽ mang giá trị undefined.
Các kiểu cơ bản sẽ được chuyển vào hàm theo giá trị, đối tượng sẽ được chuyển vào hàm theo tham chiếu.
Hàm là đối tượng hạng nhất trong JavaScript. Tất cả các hàm là đối tượng của nguyên mẫu Function. Hàm có thể được tạo và dùng trong phép toán gán như bất kỳ một đối tượng nào khác, và cũng có thể được dùng làm đối số cho các hàm khác. Do đó, JavaScript hỗ trợ hàm cấp độ cao. Ví dụ:
```
Array
.
prototype
.
fold
 
=

function
 
(
value
,
 
functor
)
 
{

    
var
 
result
 
=
 
value
;

    
for
 
(
var
 
i
 
=
 
0
;
 
i
 
<
 
this
.
length
;
 
i
++
)
 
{

        
result
 
=
 
functor
(
result
,
 
this
[
i
]);

    
}

    
return
 
result
;

}

var
 
sum
 
=
 
[
1
,
2
,
3
,
4
,
5
,
6
,
7
,
8
,
9
,
10
].
fold
(
0
,
 
function
 
(
a
,
 
b
)
 
{
 
return
 
a
 
+
 
b
;
 
});

```

Đoạn mã nguồn trên sẽ trả lại kết quả là 55.
Vì hàm trong JavaScript là đối tượng, lập trình viên có thể khởi tạo hàm ẩn danh:
```
function
()
 
{
 
thân
 
hàm
;
 
}

```

Một ví dụ sử dụng hàm ẩn danh trong JavaScript:
```
document
.
onkeypress
 
=
 
function
(
e
)
 
{

    
alert
(
"Bạn vừa nhấn một phím trên bàn phím"
);

}

```

Hàm trên sẽ hiển thị thông báo khi một số phím trên bàn phím có thể gây sự kiện onkeypress được nhấn.
Mặc định, tất cả các thành phần của đối tượng thuộc phạm vi công cộng (public). Trong JavaScript, không có khái niệm thành phần riêng hay thành phần được bảo vệ (private và protected), tuy nhiên những tính năng này có thể được giả lập.

### Mảng
Mảng trong JavaScript là một bảng liên kết chỉ mục đến giá trị. Trong JavaScript, tất cả các đối tượng đều có thể liên kết chỉ mục đến giá trị, nhưng mảng là một đối tượng đặc biệt có thêm nhiều tính năng xử lý chỉ mục và dữ liệu đặc biệt (ví dụ: push, join, v.v.)
Mảng trong JavaScript có thuộc tính length. Thuộc tính length của JavaScript luôn luôn lớn hơn số chỉ mục lớn nhất trong mảng một đơn vị. Trong phần lớn ngôn ngữ lập trình, những thuộc tính có tính năng như length thường là thuộc tính chỉ đọc, tuy nhiên, với JavaScript, lập trình viên có thể thay đổi thuộc tính length. Bằng cách thay đổi thuộc tính length, lập trình viên có thể làm mảng lớn hơn hoặc nhỏ hơn (và xóa đi những chỉ mục lớn hơn hoặc bằng thuộc tính length mới).
Mảng trong JavaScript là mảng rải rác, có nghĩa là cho dù lập trình viên có một mảng như sau:
```
var
 
test
 
=
 
new
 
Array
();

test
[
2
]
 
=
 
0
;

test
[
100
]
 
=
 
5
;

```

Trong trường hợp này, dù mảng có đến chỉ mục mang số 100 thì mảng cũng chỉ chiếm bộ nhớ của hai số 0 và 5. Tuy nhiên, thuộc tính length sẽ có giá trị 101 do chỉ mục lớn nhất của mảng trong ví dụ trên là 100.
Ngoài ra, mảng cũng có thể được khai báo một cách ngắn gọn, cách này thông thường được sử dụng:
```
var
 
ary
 
=
 
[
1
,
 
2
,
 
3
];

```

Một số ví dụ về mảng:
```
var
 
test
 
=
 
new
 
Array
(
10
);
 
// Tạo một mảng 10 chỉ mục

var
 
test2
 
=
 
new
 
Array
(
0
,
 
1
,
 
2
,,
 
3
);
 
// Tạo một mảng với bốn giá trị và 5 chỉ mục

var
 
test3
 
=
 
new
 
Array
();

test3
[
"1"
]
 
=
 
123
;
 
// Hoàn toàn đúng cú pháp

```

Lập trình viên cũng có thể định nghĩa cấu trúc bằng đối tượng như sau:
```
var
 
myStructure
 
=
 
{

    
name
:
 
{

        
first
:
 
"Mel"
,

        
last
:
 
"Smith"

    
},

    
age
:
 
33
,

    
hobbies
:
 
[
 
"chess"
,
 
"jogging"
 
]

};

```

Cú pháp định nghĩa cấu trúc bằng đối tượng trên có một chuẩn trên danh nghĩa là JSON.

### Đối tượng
Đối tượng trong JavaScript là một thực thể có tên xác định và có thuộc tính trỏ đến giá trị, hàm hoặc cũng có thể là một đối tượng khác. Có nghĩa là, đối tượng trong JavaScript là một mảng kết hợp (associative array) tương tự như mảng trong PHP hay từ điển trong Python, PostScript hoặc Smalltalk.
JavaScript có một số đối tượng định nghĩa sẵn, bao gồm mảng (Array), boolean (Boolean), ngày tháng (Date), hàm (Function), toán học (Math), số (Number), đối tượng (Object), biểu thức tìm kiếm (RegExp), chuỗi (String), symbol (Symbol). Các đối tượng khác là đối tượng dùng để truy cập và điều khiển các khía cạnh của trình duyệt, bao gồm window, history, navigator, location, screen, document, form,..
Từ ECMAScript 6 trở đi, Javascript đã hỗ trợ class, interface giúp việc lập trình hướng đối tượng trở nên dễ dàng hơn.
Lập trình viên có thể thêm hoặc xóa thuộc tính hoặc hàm trong đối tượng sau khi đối tượng đã được tạo. Để làm việc này cho tất cả các đối tượng được tạo từ cùng một hàm khởi tạo, lập trình viên có thể sử dụng thuộc tính prototype của hàm khởi tạo để truy cập đối tượng nguyên mẫu. Lập trình viên không nhất thiết phải tự xóa các đối tượng đã tạo, JavaScript tự động gom rác tất cả những biến không còn được dùng nữa.
Ví dụ:
```
function
 
samplePrototype
()
 
{

    
this
.
attribute1
 
=
 
"someValue"
;
 
// thêm một thuộc tính cho đối tượng

    
this
.
attribute2
 
=
 
234
;
 
// thêm thuộc tính nữa cho đối tượng

    
this
.
function1
 
=
 
testFunction
;
 
// thêm một hàm vào đối tượng

}

function
 
testFunction
()
 
{

    
alert
(
this
.
attribute2
);
 
//hiển thị 234

}

var
 
sampleObject
 
=
 
new
 
samplePrototype
;
 
// khởi tạo một đối tượng

sampleObject
.
function1
();
 
// gọi hàm function1 của đối tượng sampleObject

sampleObject
.
attribute3
 
=
 
123
;
 
// thêm một thuộc tính nữa cho đối tượng sampleObject

delete
 
sampleObject
.
attribute1
;
 
// xóa bỏ 1 thuộc tính

delete
 
sampleObject
;
 
// xóa bỏ đối tượng

```

### Qu
Tùy theo môi trường phát triển, sửa lỗi JavaScript có thể sẽ rất khó khăn. Với  dùng trên trang web, hiện tại, các trình duyệt dựa trên Gecko (như Mozilla, Mozilla Firefox) có công cụ tìm diệt lỗi rất tốt (Venkman), ngoài ra còn kèm theo một công cụ kiểm tra DOM.
Các phiên bản mới hơn của JavaScript (như bản dùng trên Internet Explorer 5 và Netscape 6) hỗ trợ mệnh đề quản lý lỗi try... catch... finally, mệnh đề này bắt nguồn từ Java giúp lập trình viên quản lý lỗi thời gian chạy hoặc quản lý ngoại lệ xuất phát từ cú pháp throw. Cú pháp của mệnh đề này như sau:
```
try
 
{

    
Khối
 
lệnh
 
cần
 
thực
 
hiện
 
có
 
thể
 
gây
 
lỗi
;

}

catch
 
(
error
)
 
{

    
Khối
 
lệnh
 
cần
 
thực
 
hiện
 
trong
 
trường
 
hợp
 
có
 
lỗi
;

}

finally
 
{

    
Khối
 
lệnh
 
luôn
 
được
 
thực
 
hiện
;

}

```

Trong cú pháp trên error là một đối tượng Error có hai thuộc tính theo chuẩn ECMAScript phiên bản 3:
- error.message: Thông điệp diễn giải lỗi
- error.name: Tên lỗi

Tuy nhiên mỗi trình duyệt sử dụng một bản JavaScript khác nhau, trong các trình duyệt lớn và phổ dụng không có trình duyệt nào hoàn toàn tuân thủ theo chuẩn ECMAScript phiên bản 3. Ví dụ như Internet Explorer 6 SP 1 có thêm hai thuộc tính:
- error.number: Bí số của lỗi
- error.description: Thông điệp diễn giải lỗi

Còn Mozilla Firefox 1.07 có thêm ba thuộc tính:
- error.fileName: Tên tập tin xảy ra lỗi
- error.lineNumber: Dòng xảy ra lỗi
- error.stack: Cả hai thuộc tính trên gộp lại trong một chuỗi ký tự

Phần finally là không bắt buộc. Lập trình viên hoàn toàn có thể sử dụng try... catch mà không có finally.

#### Phạm vi ảnh hưởng của lỗi
Các ngôn ngữ lập trình kịch bản rất dễ bị ảnh hưởng bởi lỗi, hơn nữa, mỗi một trình duyệt, mỗi một công ty ứng dụng JavaScript một cách hoàn toàn khác nhau nên lập trình viên JavaScript thường phải dành rất nhiều thời gian sửa lỗi để đảm bảo đoạn mã nguồn của mình sẽ hoạt động tốt. Trong những trang HTML mà thẻ script và các đoạn mã HTML khác xen kẽ lẫn nhau, lỗi cú pháp có thể được phát hiện dễ dàng hơn bằng cách để mỗi hàm trong một thẻ script riêng biệt hoặc có thể sử dụng nhiều tệp.js khác nhau. Trong nhiều trường hợp, cách này còn giúp tránh làm hỏng cả trang web trong trường hợp có lỗi trong một đoạn mã nguồn.

## Các ngôn ngữ dựa trên JavaScript
Ngôn ngữ kịch bản dùng trong Macromedia Flash - ActionScript có cú pháp gần giống với JavaScript, tuy nhiên mô hình đối tượng của ActionScript khác hẳn so với JavaScript.
JSON (JavaScript Object Notation) là một định dạng chia sẻ dữ liệu đa mục đích.
JavaScript OSA (JavaScript cho OSA, hay JSOSA) là một ngôn ngữ kịch bản dựa trên bản JavaScript SpiderMonkey trong trình duyệt Mozilla 1.5 dùng cho máy tính Macintosh. Đây là một phần mềm miễn phí phát hành bởi Late Night Software. Tương tác với hệ điều hành và các chương trình khác được thực hiện thông qua đối tượng MacOS. Ngoài những khác biệt trên, JavaScript OSA giống hệt bản JavaScript SpiderMonkey. Ngôn ngữ này được thêm vào hệ điều hành Mac OS để cung cấp thêm lựa chọn cho lập trình viên ngoài AppleScript.
Trước kia, ECMAScript cũng được sử dụng trong chuẩn VRML97 dùng trong dựng cảnh VRML.

## Thư viện JavaScript nổi tiếng
- Bộ khung Prototype kết hợp với thư viện scriptaculous.
- Thư viện jQuery, tiết kiệm thời gian viết mã lệnh cũng như cung cấp các hàm tương tác với DOM trên các trình duyệt khác nhau
- Nodejs, hệ thống chương trình giúp chạy Javascript ngoài trình duyệt.
- ReactJS, Vue.JS, AngularJS, thư viện miễn phí nguồn mở hỗ trợ xây dựng giao diện người dùng

### Cơ bản
- Javascript Tutorials Lưu trữ ngày 15 tháng 7 năm 2006 tại Wayback Machine (tiếng Anh)
- Most Popular Javascript Tutorials Lưu trữ ngày 1 tháng 5 năm 2006 tại Wayback Machine (tiếng Anh)
- Mozilla JavaScript Language Documentation
- SpiderMonkey Documentation (the Mozilla JavaScript Engine) Lưu trữ ngày 8 tháng 4 năm 2007 tại Wayback Machine
- JavaScript Kit
- HTML Source JavaScript Tutorials
- W3Schools.com JavaScript Tutorial

### Mã nguồn sử dụng nhanh (Copy & Paste)
- JavaScriptBank.com (tiếng Anh) & (tiếng Việt)
- DynamicDrive.com (tiếng Anh)
- JavascriptKit.com (tiếng Anh)

### Thư viện
- Prototype
- jQuery